# Partecipanti al Giro d'Italia 2016
Elenco dei partecipanti al Giro d'Italia 2016.
Il Giro d'Italia 2016 fu la novantanovesima edizione della corsa. Alla competizione presero parte 22 squadre, 18 iscritte all'UCI ProTour più quattro squadre invitate, ciascuna delle quali composta da nove corridori, per un totale di 198 ciclisti. La corsa partì il 9 maggio da Apeldoorn (Paesi Bassi) e terminò il 29 maggio a Torino; in quest'ultima località portarono a termine la competizione 156 corridori. 

## Corridori per squadra
È riportato l'elenco dei corridori iscritti, il loro numero di gara e il loro risultato; sotto in legenda vengono riportati i dettagli dell'elenco. 
| AG2R La Mondiale                     | AG2R La Mondiale                     | AG2R La Mondiale                     | Gazprom-RusVelo                         | Gazprom-RusVelo                         | Gazprom-RusVelo                         | Team Katusha                         | Team Katusha                         | Team Katusha                         |
| ------------------------------------ | ------------------------------------ | ------------------------------------ | --------------------------------------- | --------------------------------------- | --------------------------------------- | ------------------------------------ | ------------------------------------ | ------------------------------------ |
| 1                                    | Domenico Pozzovivo                   | 20º                                  | 81                                      | Aleksandr Kolobnev                      | 73º                                     | 161                                  | Il'nur Zakarin                       | R 19ª                                |
| 2                                    | Guillaume Bonnafond                  | 54º                                  | 82                                      | Aleksej Rybalkin                        | 106º                                    | 162                                  | Maksim Bel'kov                       | 116º                                 |
| 3                                    | Axel Domont                          | 50º                                  | 83                                      | Artur Eršov                             | FTM 15ª                                 | 163                                  | Pavel Kočetkov                       | 32º                                  |
| 4                                    | Hubert Dupont                        | 11º                                  | 84                                      | Sergej Firsanov                         | 30º                                     | 164                                  | Vjačeslav Kuznecov                   | 123º                                 |
| 5                                    | Patrick Gretsch                      | R 13ª                                | 85                                      | Aleksandr Foliforov                     | 45º                                     | 165                                  | Anton Vorob'ëv                       | 100º                                 |
| 6                                    | Hugo Houle                           | 72º                                  | 86                                      | Artëm Ovečkin                           | 142º                                    | 166                                  | Aleksandr Porsev                     | 145º                                 |
| 7                                    | Blel Kadri                           | 147º                                 | 87                                      | Ivan Savickij                           | 104º                                    | 167                                  | Egor Silin                           | 38º                                  |
| 8                                    | Matteo Montaguti                     | 19º                                  | 88                                      | Aleksandr Serov                         | 128º                                    | 168                                  | Rein Taaramäe                        | 29º                                  |
| 9                                    | Jean-Christophe Péraud               | R 3ª                                 | 89                                      | Andrej Solomennikov                     | 127º                                    | 169                                  | Aleksej Catevič                      | NP 10ª                               |
| Direttore sportivo: Artūras Kasputis | Direttore sportivo: Artūras Kasputis | Direttore sportivo: Artūras Kasputis | Direttore sportivo: Michele Devoti      | Direttore sportivo: Michele Devoti      | Direttore sportivo: Michele Devoti      | Direttore sportivo: José Azevedo     | Direttore sportivo: José Azevedo     | Direttore sportivo: José Azevedo     |
| Astana Pro Team                      | Astana Pro Team                      | Astana Pro Team                      | IAM Cycling                             | IAM Cycling                             | IAM Cycling                             | Team Lotto NL-Jumbo                  | Team Lotto NL-Jumbo                  | Team Lotto NL-Jumbo                  |
| 11                                   | Vincenzo Nibali                      | 1º                                   | 91                                      | Heinrich Haussler                       | 99º                                     | 171                                  | Steven Kruijswijk                    | 4º                                   |
| 12                                   | Valerio Agnoli                       | NP 12ª                               | 92                                      | Matthias Brandle                        | R 14ª                                   | 172                                  | Enrico Battaglin                     | 42º                                  |
| 13                                   | Eros Capecchi                        | 82º                                  | 93                                      | Leigh Howard                            | NP 15ª                                  | 173                                  | Moreno Hofland                       | R 13ª                                |
| 14                                   | Jakob Fuglsang                       | 12º                                  | 94                                      | Roger Kluge                             | 137º                                    | 174                                  | Twan Castelijns                      | 114º                                 |
| 15                                   | Tanel Kangert                        | 23º                                  | 95                                      | Matteo Pelucchi                         | FT 6ª                                   | 175                                  | Martijn Keizer                       | 102º                                 |
| 16                                   | Bachtijar Kožataev                   | 65º                                  | 96                                      | Stefan Denifl                           | 52º                                     | 176                                  | Primož Roglič                        | 58º                                  |
| 17                                   | Davide Malacarne                     | 47º                                  | 97                                      | Lawrence Warbasse                       | R 7ª                                    | 177                                  | Bram Tankink                         | 61º                                  |
| 18                                   | Michele Scarponi                     | 16º                                  | 98                                      | Marcel Wyss                             | 40º                                     | 178                                  | Maarten Tjallingii                   | 124º                                 |
| 19                                   | Andrej Zejc                          | 33º                                  | 99                                      | Vegard Stake Laengen                    | 83º                                     | 179                                  | Jos van Emden                        | 120º                                 |
| Direttore sportivo: Aleksandr Šefer  | Direttore sportivo: Aleksandr Šefer  | Direttore sportivo: Aleksandr Šefer  | Direttore sportivo: Mario Chiesa        | Direttore sportivo: Mario Chiesa        | Direttore sportivo: Mario Chiesa        | Direttore sportivo: Jan Boven        | Direttore sportivo: Jan Boven        | Direttore sportivo: Jan Boven        |
| Bardiani-CSF                         | Bardiani-CSF                         | Bardiani-CSF                         | Lampre-Merida                           | Lampre-Merida                           | Lampre-Merida                           | Team Sky                             | Team Sky                             | Team Sky                             |
| 21                                   | Stefano Pirazzi                      | 18º                                  | 100                                     | Diego Ulissi                            | 21º                                     | 181                                  | Mikel Landa                          | R 10ª                                |
| 22                                   | Simone Andreetta                     | 141º                                 | 101                                     | Valerio Conti                           | 27º                                     | 182                                  | Ian Boswell                          | 71º                                  |
| 23                                   | Paolo Simion                         | 131º                                 | 102                                     | Roberto Ferrari                         | 132º                                    | 183                                  | Philip Deignan                       | R 19ª                                |
| 24                                   | Nicola Boem                          | 139º                                 | 103                                     | Il'ja Koševoj                           | 97º                                     | 184                                  | Sebastián Henao                      | 17º                                  |
| 25                                   | Francesco Manuel Bongiorno           | 109º                                 | 104                                     | Sacha Modolo                            | 84º                                     | 185                                  | Mikel Nieve                          | 25º                                  |
| 26                                   | Giulio Ciccone                       | NP 19ª                               | 105                                     | Matej Mohoric                           | 98º                                     | 186                                  | Christian Knees                      | 66º                                  |
| 27                                   | Sonny Colbrelli                      | 95º                                  | 106                                     | Manuele Mori                            | 63º                                     | 187                                  | David López García                   | 69º                                  |
| 28                                   | Mirco Maestri                        | 119º                                 | 107                                     | Przemysław Niemiec                      | R 14ª                                   | 188                                  | Nicolas Roche                        | 24º                                  |
| 29                                   | Nicola Ruffoni                       | NP 13ª                               | 109                                     | Simone Petilli                          | 77º                                     | 189                                  | Elia Viviani                         | FT 8ª                                |
| Direttore sportivo: Stefano Zanatta  | Direttore sportivo: Stefano Zanatta  | Direttore sportivo: Stefano Zanatta  | Direttore sportivo: Mario Scirea        | Direttore sportivo: Mario Scirea        | Direttore sportivo: Mario Scirea        | Direttore sportivo: Dario Cioni      | Direttore sportivo: Dario Cioni      | Direttore sportivo: Dario Cioni      |
| BMC Racing Team                      | BMC Racing Team                      | BMC Racing Team                      | Lotto-Soudal                            | Lotto-Soudal                            | Lotto-Soudal                            | Tinkoff                              | Tinkoff                              | Tinkoff                              |
| 31                                   | Manuel Senni                         | 76º                                  | 111                                     | Tim Wellens                             | 96º                                     | 191                                  | Rafał Majka                          | 5º                                   |
| 32                                   | Darwin Atapuma                       | 9º                                   | 112                                     | Lars Bak                                | R 21ª                                   | 192                                  | Manuele Boaro                        | 46º                                  |
| 33                                   | Alessandro De Marchi                 | 94º                                  | 113                                     | Sean de Bie                             | 108º                                    | 193                                  | Pavel Brutt                          | 90º                                  |
| 34                                   | Silvan Dillier                       | R 3ª                                 | 114                                     | André Greipel                           | NP 13ª                                  | 194                                  | Jesús Hernández                      | 59º                                  |
| 35                                   | Stefan Küng                          | 60º                                  | 115                                     | Adam Hansen                             | 68º                                     | 195                                  | Jay McCarthy                         | 88º                                  |
| 36                                   | Daniel Oss                           | 111º                                 | 116                                     | Pim Ligthart                            | 126º                                    | 196                                  | Paweł Poljański                      | 35º                                  |
| 37                                   | Manuel Quinziato                     | 117º                                 | 117                                     | Maxime Monfort                          | 15º                                     | 197                                  | Ivan Rovnyj                          | 36º                                  |
| 38                                   | Joey Rosskopf                        | 85º                                  | 118                                     | Jürgen Roelandts                        | NP 13ª                                  | 198                                  | Evgenij Petrov                       | 75º                                  |
| 39                                   | Rick Zabel                           | 140º                                 | 119                                     | Jelle Vanendert                         | 92º                                     | 199                                  | Matteo Tosatto                       | 107º                                 |
| Direttore sportivo: Valerio Piva     | Direttore sportivo: Valerio Piva     | Direttore sportivo: Valerio Piva     | Direttore sportivo: Bart Leysen         | Direttore sportivo: Bart Leysen         | Direttore sportivo: Bart Leysen         | Direttore sportivo: Bruno Cenghialta | Direttore sportivo: Bruno Cenghialta | Direttore sportivo: Bruno Cenghialta |
| Cannondale Pro Cycling Team          | Cannondale Pro Cycling Team          | Cannondale Pro Cycling Team          | Movistar Team                           | Movistar Team                           | Movistar Team                           | Trek-Segafredo                       | Trek-Segafredo                       | Trek-Segafredo                       |
| 41                                   | Rigoberto Urán                       | 7º                                   | 121                                     | Alejandro Valverde                      | 3º                                      | 201                                  | Ryder Hesjedal                       | R 14ª                                |
| 42                                   | André Cardoso                        | 14º                                  | 122                                     | Andrey Amador                           | 8º                                      | 202                                  | Eugenio Alafaci                      | 105º                                 |
| 43                                   | Simon Clarke                         | 67º                                  | 123                                     | Carlos Alberto Betancur                 | R 19ª                                   | 203                                  | Jack Bobridge                        | 156º                                 |
| 44                                   | Joseph Dombrowski                    | 34º                                  | 124                                     | José Herrada                            | 62º                                     | 204                                  | Fabian Cancellara                    | NP 10ª                               |
| 45                                   | Davide Formolo                       | 31º                                  | 125                                     | Javier Moreno                           | R 7ª                                    | 205                                  | Marco Coledan                        | 129º                                 |
| 46                                   | Moreno Moser                         | 41º                                  | 126                                     | José Joaquín Rojas                      | 49º                                     | 206                                  | Laurent Didier                       | 64º                                  |
| 47                                   | Ramūnas Navardauskas                 | 122º                                 | 127                                     | Rory Sutherland                         | 80º                                     | 207                                  | Giacomo Nizzolo                      | 110º                                 |
| 48                                   | Alberto Bettiol                      | 86º                                  | 128                                     | Jasha Sütterlin                         | 113º                                    | 208                                  | Boy van Poppel                       | FT 8ª                                |
| 49                                   | Nathan Brown                         | 48º                                  | 129                                     | Giovanni Visconti                       | 13º                                     | 209                                  | Riccardo Zoidl                       | 39º                                  |
| Direttore sportivo: Fabrizio Guidi   | Direttore sportivo: Fabrizio Guidi   | Direttore sportivo: Fabrizio Guidi   | Direttore sportivo: José Vicente García | Direttore sportivo: José Vicente García | Direttore sportivo: José Vicente García | Direttore sportivo: Adriano Baffi    | Direttore sportivo: Adriano Baffi    | Direttore sportivo: Adriano Baffi    |
| Team Dimension Data                  | Team Dimension Data                  | Team Dimension Data                  | Nippo-Vini Fantini                      | Nippo-Vini Fantini                      | Nippo-Vini Fantini                      | Wilier Triestina-Southeast           | Wilier Triestina-Southeast           | Wilier Triestina-Southeast           |
| 51                                   | Igor Antón                           | 28º                                  | 131                                     | Damiano Cunego                          | 44º                                     | 211                                  | Filippo Pozzato                      | 115º                                 |
| 52                                   | Omar Fraile                          | R 5ª                                 | 132                                     | Giacomo Berlato                         | R 14ª                                   | 212                                  | Julen Amezqueta                      | 112º                                 |
| 53                                   | Jim Songezo                          | 144º                                 | 133                                     | Alessandro Bisolti                      | 81º                                     | 213                                  | Manuel Belletti                      | R 18ª                                |
| 54                                   | Merhawi Kudus                        | 37º                                  | 134                                     | Grega Bole                              | 135º                                    | 214                                  | Liam Bertazzo                        | R 14ª                                |
| 55                                   | Kristian Sbaragli                    | 93º                                  | 135                                     | Riccardo Stacchiotti                    | 155º                                    | 215                                  | Matteo Busato                        | 57º                                  |
| 56                                   | Kanstancin Siŭcoŭ                    | 10º                                  | 136                                     | Iuri Filosi                             | FT 8ª                                   | 216                                  | Cristian Rodríguez                   | 103º                                 |
| 57                                   | Jay Robert Thomson                   | 149º                                 | 137                                     | Eduard Michael Grosu                    | 153º                                    | 217                                  | Jakub Mareczko                       | R 5ª                                 |
| 58                                   | Johann van Zyl                       | 79º                                  | 138                                     | Genki Yamamoto                          | 151º                                    | 218                                  | Daniel Martínez                      | 89º                                  |
| 59                                   | Jacobus Venter                       | 101º                                 | 139                                     | Gianfranco Zilioli                      | 118º                                    | 219                                  | Eugert Zhupa                         | 130º                                 |
| Direttore sportivo: Roger Hammond    | Direttore sportivo: Roger Hammond    | Direttore sportivo: Roger Hammond    | Direttore sportivo: Stefano Giuliani    | Direttore sportivo: Stefano Giuliani    | Direttore sportivo: Stefano Giuliani    | Direttore sportivo: Luca Scinto      | Direttore sportivo: Luca Scinto      | Direttore sportivo: Luca Scinto      |
| Etixx-Quick Step                     | Etixx-Quick Step                     | Etixx-Quick Step                     | Orica-GreenEDGE                         | Orica-GreenEDGE                         | Orica-GreenEDGE                         |                                      |                                      |                                      |
| 61                                   | Marcel Kittel                        | NP 9ª                                | 141                                     | Esteban Chaves                          | 2º                                      |                                      |                                      |                                      |
| 62                                   | Gianluca Brambilla                   | 22º                                  | 142                                     | Sam Bewley                              | 125º                                    |                                      |                                      |                                      |
| 63                                   | David de la Cruz                     | NP 16ª                               | 143                                     | Caleb Ewan                              | NP 13ª                                  |                                      |                                      |                                      |
| 64                                   | Bob Jungels                          | 6º                                   | 144                                     | Michael Hepburn                         | 150º                                    |                                      |                                      |                                      |
| 65                                   | Fabio Sabatini                       | NP 15ª                               | 145                                     | Damien Howson                           | 53º                                     |                                      |                                      |                                      |
| 66                                   | Pieter Serry                         | 70º                                  | 146                                     | Luka Mezgec                             | NP 17ª                                  |                                      |                                      |                                      |
| 67                                   | Matteo Trentin                       | 74º                                  | 147                                     | Rubén Plaza                             | 56º                                     |                                      |                                      |                                      |
| 68                                   | Carlos Verona                        | 43º                                  | 148                                     | Svein Tuft                              | 146º                                    |                                      |                                      |                                      |
| 69                                   | Łukasz Wiśniowski                    | 138º                                 | 149                                     | Amets Txurruka                          | 55º                                     |                                      |                                      |                                      |
| Direttore sportivo: Davide Bramati   | Direttore sportivo: Davide Bramati   | Direttore sportivo: Davide Bramati   | Direttore sportivo: Matthew White       | Direttore sportivo: Matthew White       | Direttore sportivo: Matthew White       |                                      |                                      |                                      |
| FDJ                                  | FDJ                                  | FDJ                                  | Team Giant-Alpecin                      | Team Giant-Alpecin                      | Team Giant-Alpecin                      |                                      |                                      |                                      |
| 71                                   | Arnaud Démare                        | R 14ª                                | 151                                     | Tom Dumoulin                            | R 11ª                                   |                                      |                                      |                                      |
| 72                                   | Arnaud Courteille                    | 136º                                 | 152                                     | Nikias Arndt                            | 87º                                     |                                      |                                      |                                      |
| 73                                   | Mickaël Delage                       | 148º                                 | 153                                     | Bert De Backer                          | R 14ª                                   |                                      |                                      |                                      |
| 74                                   | Murilo Fischer                       | 152º                                 | 154                                     | Chad Haga                               | 78º                                     |                                      |                                      |                                      |
| 75                                   | Alexandre Geniez                     | R 4ª                                 | 155                                     | Ji Cheng                                | 154º                                    |                                      |                                      |                                      |
| 76                                   | Ignatas Konovalovas                  | 134º                                 | 156                                     | Tobias Ludvigsson                       | 51º                                     |                                      |                                      |                                      |
| 77                                   | Olivier Le Gac                       | 133º                                 | 157                                     | Georg Preidler                          | 26º                                     |                                      |                                      |                                      |
| 78                                   | Marc Sarreau                         | R 13ª                                | 158                                     | Tom Stamsnijder                         | 143º                                    |                                      |                                      |                                      |
| 79                                   | Benoît Vaugrenard                    | 91º                                  | 159                                     | Albert Timmer                           | 121º                                    |                                      |                                      |                                      |
| Direttore sportivo: Frédéric Guesdon | Direttore sportivo: Frédéric Guesdon | Direttore sportivo: Frédéric Guesdon | Direttore sportivo: Marc Reef           | Direttore sportivo: Marc Reef           | Direttore sportivo: Marc Reef           |                                      |                                      |                                      |

### Legenda
| Legenda      | Legenda | Legenda        | Legenda                                                  |
| ------------ | --- | -------------- | -------------------------------------------------------- |
| Dorsale      | Dorsale di partenza del ciclista | Posizione      | Posizione finale nella classifica generale               |
| Maglia rosa  | Indica il vincitore della classifica generale                                                                                        | Maglia azzurra | Indica il vincitore della classifica dei GPM             |
| Maglia rossa | Indica il vincitore della classifica a punti                                                                                         | Maglia bianca  | Indica il vincitore della classifica dei giovani         |
| NP           | Indica un ciclista che non è ripartito in una tappa la mattina                                                                       | R              | Indica un ciclista che si è ritirato in una tappa        |
| FTM          | Indica un ciclista che ha concluso una tappa fuori tempo, ossia ha impiegato più tempo rispetto a quanto stabilito dal tempo massimo | EX             | Corridore escluso per non aver rispettato il regolamento |

## Corridori per nazione
| Numero ciclisti | Nazione |
| --------------- | --- |
| 53              | Italia |
| 20              | Russia |
| 16              | Spagna |
| 12              | Francia, Paesi Bassi                                                                                        |
| 10              | Australia                                                                                                   |
| 8               | Germania |
| 7               | Belgio |
| 6               | Colombia, Stati Uniti                                                                                       |
| 4               | Austria, Polonia, Slovenia, Svizzera, Sudafrica                                                             |
| 3               | Canada |
| 2               | Danimarca, Estonia, Irlanda, Kazakistan, Lettonia, Lussemburgo, Bielorussia                                 |
| 1               | Albania, Brasile, Cina, Costa Rica, Eritrea, Giappone, Nuova Zelanda, Norvegia, Portogallo, Romania, Svezia |